# Гомин, Евгений Алексеевич
Евгений Алексеевич Гомин (род. 1951) — российский физик, начальник Отдела реперных расчетов ядерных реакторов Отделения перспективных ядерно-энергетических систем Института ядерных реакторов Российского научного центра «Курчатовский институт», руководитель проекта MCU.

## Биография
Евгений Гомин закончил физико-энергетический факультет МИФИ (1968—1974) по специальности «Физико-энергетические установки». Работы по теории реакторов, методам Монте-Карло, расчёту сечений рассеяния медленных нейтронов. Результаты этих работ изложены в многочисленных публикациях, докладывались на научных конференциях, в том числе по специальному приглашению организаторов.
Евгений Гомин — неоднократный лауреат премий за свои научные работы.
В 1981 году он стал победителем конкурса научных работ среди молодых научных сотрудников и инженеров-исследователей Института ядерных реакторов РНЦ КИ.
В 1991 и 1993 годах он побеждал в конкурсе научных работ Института ядерных реакторов РНЦ КИ.
В 1991 и 2006 годах он был лауреатом премии имени И. В. Курчатова за лучшую научную работу года.
За существенный вклад в разработку программного комплекса MCU Федеральное агентство по атомной энергии наградило Евгения Гомина нагрудным знаком «Академик И. В. Курчатов» 3 степени.
Среди увлечений Евгения Гомина — русская история, футбол. Болеет за московский футбольный клуб «Спартак».

## Научная деятельность

### Участие в проекте MCU
Евгений Гомин — руководитель проекта Monte Carlo Universal, целью которого является разработка компьютерной программы, моделирующей перенос излучений в трёхмерных системах. Программа основана на методах Монте-Карло. Эта программа, развивающаяся с 1982 года, нашла применение в планировании экспериментов по ядерной физике, а также в анализе радиационной безопасности объектов атомной энергетики. В проекте MCU Евгений Гомин занимается расчётом сечений рассеяния медленных нейтронов. Евгений Гомин — автор презентаций проекта MCU , .

### Избранные публикации
- E. Gomin, M. Kalugin, D. Oleynik «VVER Core Computational Benchmark Final Analysis». Report NEA/NSC/DOC(2005)10, OECD 2005.
- Gomin E.A., Gurevich M.I., Gorodkov S.S., Kalugin M.A., Marin S.V., Olejnik D.S., Shkarovsky D.A., Yudkevich M.S. Modules and schemes of MCU-REA/1 and MCU-REA/2. Report RRC KI, № 36/15-2006.
- Гомин Е. А. Статус MCU-4. ВАНТ, сер.: Физика ядерных реакторов, вып. 1, М., 2006, стр. 6-32.
- Гомин Е. А., Гуревич М. И., Шкаровский Д. А. Использование обобщённых спектров нормальных колебаний замедлителей при моделировании переноса медленных нейтронов методом Монте-Карло. ВАНТ, сер.: Физика ядерных реакторов, вып. 1, М., 2006, стр. 32-44.
- Гомин Е. А., Городков С. С., Гуревич М. И. и др. Расчёты критичности полномасштабных загрузок РБМК по программе MCU-REA/1. ВАНТ, сер.: Физика ядерных реакторов, вып. 1, М., 2006, стр.93-110.
- Gomin E.A., Gurevich M.I, Maiorov L.V. Status of MCU. (Invited). Proc. of Intern. Conf. Monte Carlo — 2000, Oct. 27-30 1999, Lisbon, Portugal.
- Gomin E.A., Maiorov L.V. The MCU Monte Carlo Code for 3D Depletion Calculation. (Invited) Proc. of Intern. Conf. on Mathem. and Comput., Reac. Phys., and Envir. Analyses in Nucl Applications, Sept. 27-30 1999, Madrid, Spain, Vol.2 pp. 997—1006.
- Гомин Е. А., Калугин М. А., Майоров Л. В., Юдкевич М. С. Верификация программы MCU-REA для расчета выгорания топлива реакторов ВВЭР. Отчет ИЯР РНЦ КИ № 32/1-37-398, М., 1998.
- Гомин Е. А., Марин С. В., Носовский И. В., Циганков Е. А. Разработка методики учёта изменений межкассетного зазора при расчете энерговыделения и уточнение на его основе всплесков энерговыделения в топливе из-за деформации ТВС. Отчет ИЯР РНЦ КИ № 32/1-61-398, М., 1998 г. — Совместно с ОИВВЭР ИЯР РНЦ КИ.
- Gomin E.A., Maiorov L.V. The MCU-RFFI Monte Carlo Code for Reactor Design Applications. Proceedings of International Conference on Mathemat-ics and Computation, Reactor Physics, and Environmental Analyses, April 30 — May 4 1995, vol.2 pp. 1136—1141, Portland, Or., USA.
- Gomin, E.A., L.V, Maiorov, M.S. Yudkevich (1990) «Some Aspects of Monte-Carlo MethodApplication to Nuclear Reactor Analysis», Progress in Nuclear Energy, 24:211-222.
- Гомин Е. А., Майоров Л. В. Использование метода Монте-Карло для проверки точности современных методов расчёта гетерогенных реакто-ров. ВАНТ, сер.: ФиТЯР, вып. 2, стр. 24, 1988.
- Гомин Е. А. Программа ПЕРСТ расчёта функционалов потока тепловых нейтронов в трёхмерных системах. Препринт ИАЭ-4208/5, 1985.
- Гомин Е. А., Майоров Л. В. Аннотация программы PIJMMK. ВАНТ, сер.: ФиТЯР, 6(43), стр. 53-54, 1984.
- Гомин Е. А., Майоров Л. В. Комплекс TERMAC для расчёта групповых сечений нейтронов в области термализации. ВАНТ, сер.: ФиТЯР, 5(27), стр. 70, 1982.
- Гомин Е. А., Майоров Л. В. О расчёте вероятностей первых столкнове-ний в системах со сложной геометрией. Вопросы атомной науки и тех-ники (ВАНТ), серия: Физика и техника ядерных реакторов (ФиТЯР), 8(21), стр. 62, 1981.